# 安德烈亚斯·瓦尔策
安德烈亚斯·瓦尔策（德語：Andreas Walzer，1970年5月20日—），德国男子自行车运动员。他曾代表德国参加1992年夏季奥林匹克运动会自行车比赛，获得男子团体追逐赛金牌。